# Titularbistum Floriana
Koordinaten: 35° 56′ 13,7″ N, 2° 25′ 14,3″ O
Floriana ist ein Titularbistum der römisch-katholischen Kirche.
Es geht zurück auf einen untergegangenen Bischofssitz in der gleichnamigen antiken Stadt, die in der römischen Provinz Mauretania Caesariensis (heute nördliches Algerien) lag.
Die in der heutigen nordalgerischen Provinz Ain Defla befindliche antike Ruinenstätte wurde teilweise ausgegraben. Von dieser historischen Stätte führt eine noch gut erkennbare Römerstraße nach Norden zur Küste des Mittelmeeres und in südlicher Richtung zum einstigen Oppidum Novum bei Derrag.
| Nr. | Name                                                      | Amt                                   | von               | bis                |
| --- | --------------------------------------------------------- | ------------------------------------- | ----------------- | ------------------ |
| 1   | Edward Peter McManaman                                    | Weihbischof in Erie (USA)             | 24. Juli 1948     | 18. Juli 1964      |
| 2   | Gabriel-Marie-Joseph Matagrin                             | Weihbischof in Lyon (Frankreich)      | 15. November 1964 | 19. September 1969 |
| 3   | Bernardo Citterio                                         | Weihbischof in Mailand (Italien)      | 4. November 1969  | 13. November 2002  |
| 4   | Pierre-André Dumas                                        | Weihbischof in Port-au-Prince (Haiti) | 10. Dezember 2002 | 13. Juli 2008      |
| 5   | Timothy Christian Senior                                  | Weihbischof in Philadelphia (USA)     | 8. Juni 2009      | 25. April 2023     |
| 6   | George George Panamthundil Titularerzbischof pro hac vice | Apostolischer Nuntius in Kasachstan   | 16. Juni 2023     |                    |